# Гейлакс
Гейлакс (англ. Galax) — независимый город (то есть не входящий в состав какого-либо округа) в штате Виргиния (США).

## История
В начале XX века в этих местах возникла деревня Блэрс (Blairs). Приход железной дороги в 1904 году вызвал развитие деревообработки, и в 1906 году деревня стала инкорпорированным городом, получившим название «Гейлакс» в честь распространённого в этих местах растения семейства Диапенсиевые.
В 1950-х годах город разросся настолько, что его территория стала занимать земли в двух смежных округах (Грейсон и Кэрролл), поэтому было решено сделать его независимым городом. Впоследствии экономический упадок привёл к закрытию почти всех предприятий, оставив большинство населения города без работы.

## Культура
Гейлакс объявил себя «Всемирной столицей старой музыки гор» (World Capital of Old Time Mountain Music).